# Schlosskirche Beuggen

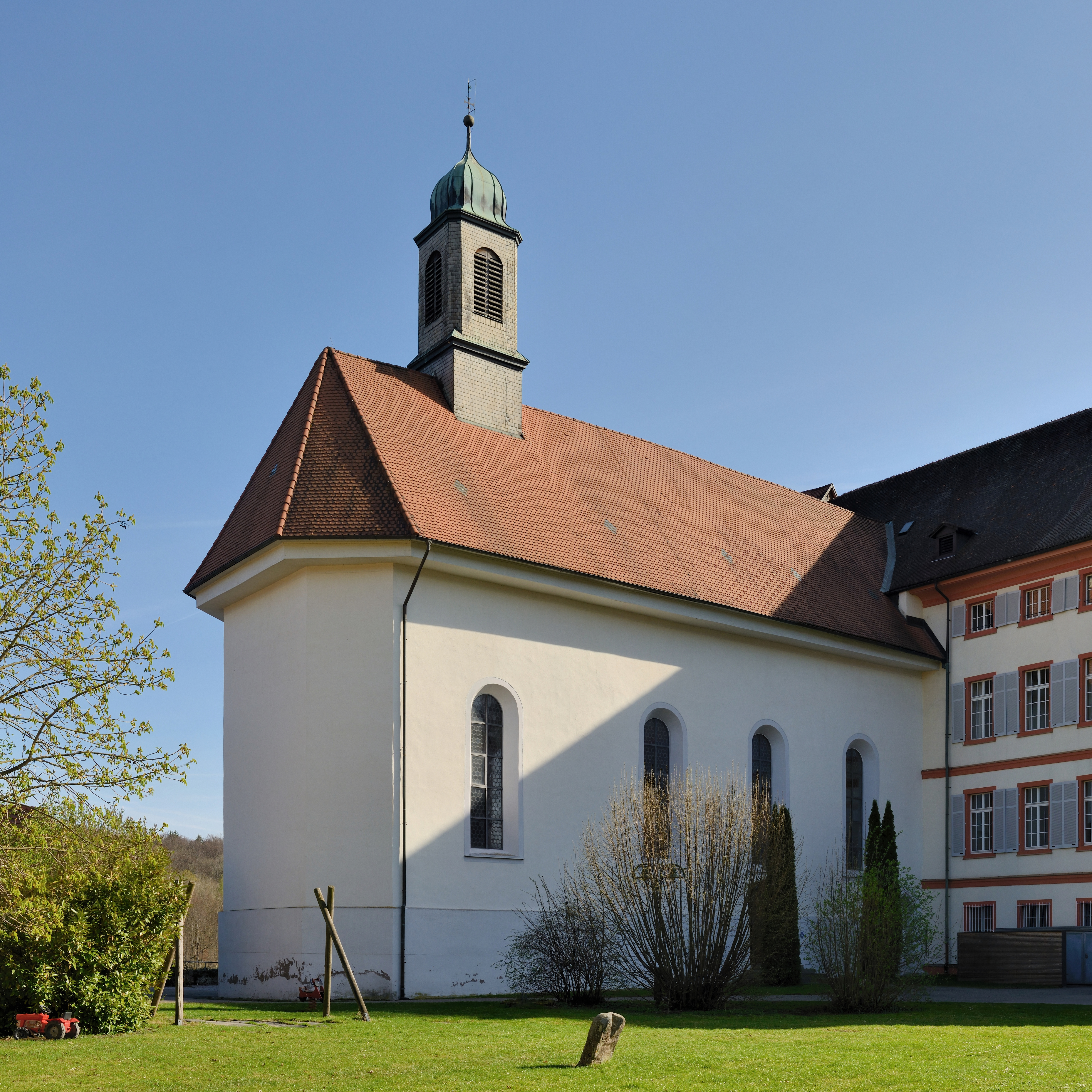
Schlosskirche Beuggen

Die Schlosskirche Beuggen wurde Ende des 15. Jahrhunderts errichtet und Mitte des 18. Jahrhunderts durch den Baumeister Johann Caspar Bagnato umgebaut. Die ehemalige römisch-katholische Pfarrkirche St. Michael gehört seit 1996 der Evangelischen Landeskirche in Baden an. Das barocke Bauwerk gehört zum Ensemble der Schlossanlage von Beuggen im südbadischen Rheinfelden im Landkreis Lörrach. Einen künstlerischen Höhepunkt bilden die wertvollen plastischen Deckenbilder aus der Mitte des 18. Jahrhunderts, die teilweise dem Konstanzer Künstler Franz Ludwig Hermann zugeschrieben werden. Neben Gottesdiensten finden in der Schlosskirche Konzerte, theologische Fortbildungen und die Tagzeitengebete der Kommunität Beuggen statt.

## Geschichte

### Obere Kirche
Die erste urkundliche Nennung dem heiligen Michael geweihten Kirche in Beuggen geht auf das Jahr 1218 zurück. Zur Unterscheidung der Schlosskirche wurde sie als Obere Kirche bezeichnet. Durch französische Truppen unter dem Befehl des Marschalls François de Créquy wurde die Kirche im Juli 1678 zerstört. Wegen der Kriegsschäden konnte das Gotteshaus nur noch notdürftig genutzt werden, so dass die Deutschordenskomture ihre Marienkirche im Schloss für die Gottesdienste zur Verfügung stellte. Damit gingen die Pfarrrechte an die Schlosskirche über. Die Obere Kirche wurde nicht instand gesetzt und 1836 endgültig abgebrochen.

### Schlosskirche
Zur 1268 errichteten Burg der Deutschordensritter gehörte eine der heiligen Maria geweihten Kapelle, die sich vermutlich auf der rheinabgewandten Seite befand. Sie erhielt 1298 zwei weitere Altäre. Eine war der heiligen Katharina und den 11.000 Jungfrauen, die andere der heiligen Elisabeth, Maria Magdalena und den 10.000 Märtyrern geweiht. Der Konstanzer Bischof Heinrich II. erteilte den geweihten Altären Ablassprivilegien.
Um das Jahr 1400 wurde die alte Burg in ein spätgotisches Schloss umgewandelt und damit auch die alte Kapelle durch eine gotische Kirche ersetzt. Dem schmalen Langhaus war im Norden ein niedrigeres Seitenschiff angebaut. 1454 wurde durch den Komtur Burkhard von Schellenberg ein Altar gestiftet, der 1457 geweiht wurde. Das Gebäude, das sich auf dem Grundstück der heutigen Kirche befand, diente bis Anfang des 16. Jahrhunderts als Konventsgebäude, das den Wohnturm aus dem 13. Jahrhundert mit der Kirche verband. Für das Jahr 1719 sind drei Altäre überliefert: neben dem Liebfrauenhochaltar hatte die Schlosskirche auf der rechten Seiten einen 14-Nothelfer-Altar aus der zweiten Hälfte des 15. Jahrhunderts und links einen Elisabeth-Altar.

### Heutige Kirche

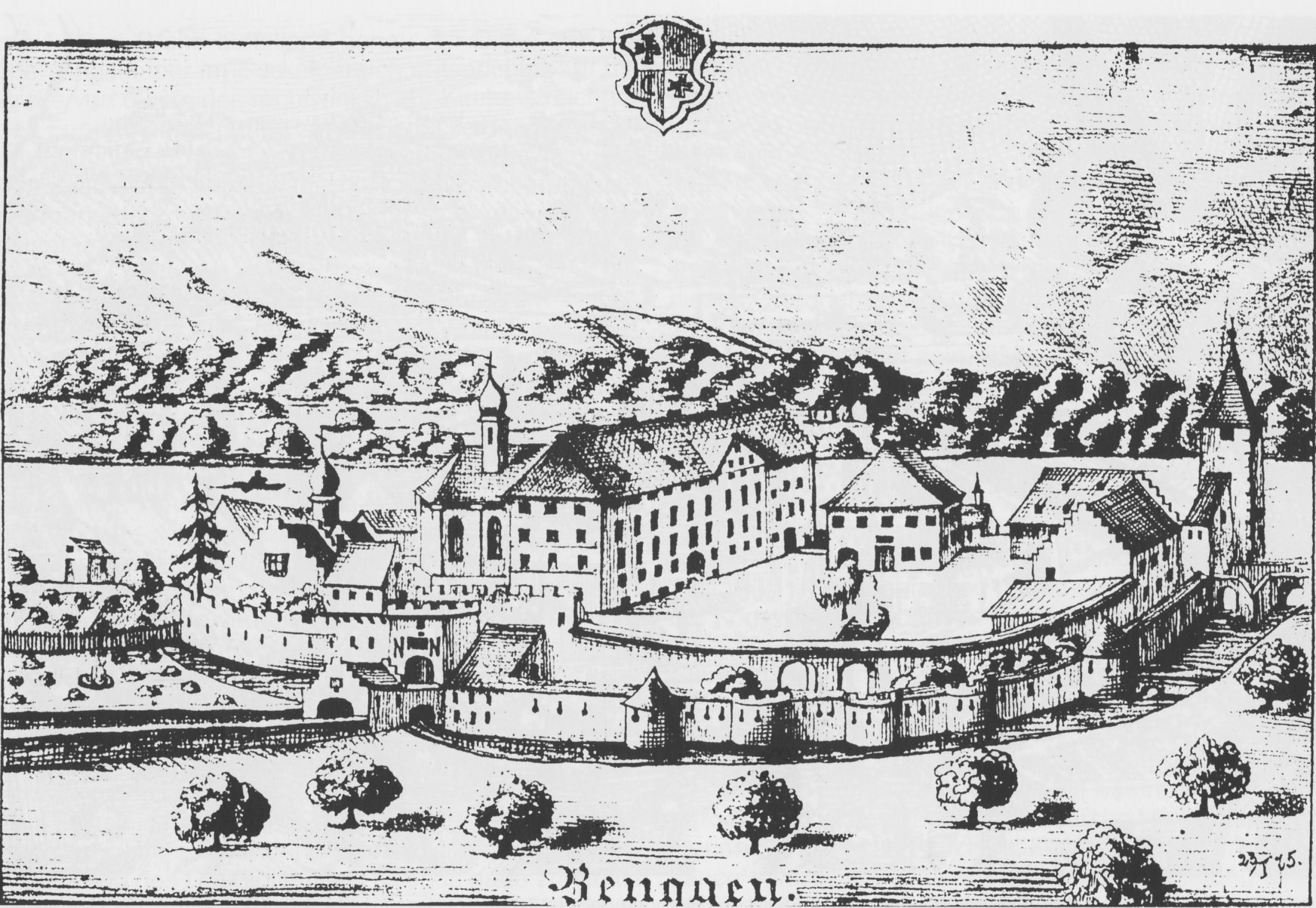
Kirche und Schlossanlage in einer Vedute aus dem Jahr 1775

Mit der Barockisierung des Schlosses wurde 1752 die Kirche vergrößert und nach Plänen des Baumeisters Johann Caspar Bagnato umgestaltet. Die Kirche, die anfänglich dem Oratorium der Brüder vom Deutschen Orden in der Kommende Beuggen diente, wurde seit 1678 – nach Zerstörung der Oberen Kirche – auch von der katholischen Gemeinde Karsau-Beuggen als Pfarrkirche genutzt. Zur Mitte des 18. Jahrhunderts wurden die heute noch erhaltenen drei Chorgestühle eingebracht. Das heute an der Kirchenrückwand befindliche stand vermutlich an einer Trennwand zwischen Chor und Kirchenraum. Ebenfalls in diese Zeit fällt der Ausbau der Rückwand mit seinen drei Fenstern von der Loggia des Schlosses aus. Alle Gemälde in der Kirche sind so ausgeführt, dass von dieser Loggia aus der optimale Standort für diese war. Ein Wohnstockwerk in der Kirche wurden in den Jahren 1752 bis 1757 zurückgebaut, so dass das Dach auf den heutigen Kirchenraum gesetzt wurde. Einem Schriftstück vom 28. Juni 1782 zufolge war die Schlosskapelle der Deutschordenskommende der heiligen Elisabeth, Sebastian und Rochus geweiht.
Dass die katholische Gemeinde die Ordenskirche als Pfarrkirche benutzte, war ursprünglich nur als vorübergehende Regelung gedacht; überdauerte jedoch den Deutschen Orden und wurde 1806 zusammen mit der ganzen Liegenschaft an den Großherzog von Baden übereignet. 1908 ging das Gotteshaus in den Besitz der katholischen Pfarrgemeinde über; sie diente der Gemeinde als Pfarrkirche bis 1993. Im Jahr 1996 wurde die Kirche zusammen mit dem Pfarrhaus (Firmarie) der Evangelischen Landeskirche in Baden verkauft. Ende 2016 verkaufte die Landeskirche Schloss und Kirche an einen Privatinvestor. Nach einem weiteren Besitzerwechsel kann die Kirche, die evangelisch gewidmet und katholisch geweiht ist, für Hochzeiten gemietet werden.
Unter der Leitung des Landeskonservators Joseph Sauer wurde die Kirche 1910 restauriert. Dabei stieß man auf eine ältere Malschicht im Langhausfresko, die man freilegte. In den Jahren 1959 bis 1961 führt man umfangreiche Innen und Außenrenovierungen durch, bei der man sich an den Bestand und die Optik des 18. Jahrhunderts orientierte. Im Jahr 1999 wurde das Kirchenbauwerk durch das Landesdenkmalamt Baden-Württemberg einer umfangreichen Bestandsaufnahme und Restaurierung unterzogen.
Ende 2023 stiftete die Konzertorganistin Irmtraud Tarr der Schlosskirche ihre Hausorgel, die vom Basler Orgelbauer Bernhard Fleig 1975 geschaffen wurde.

## Beschreibung

### Lage und Kirchenbau

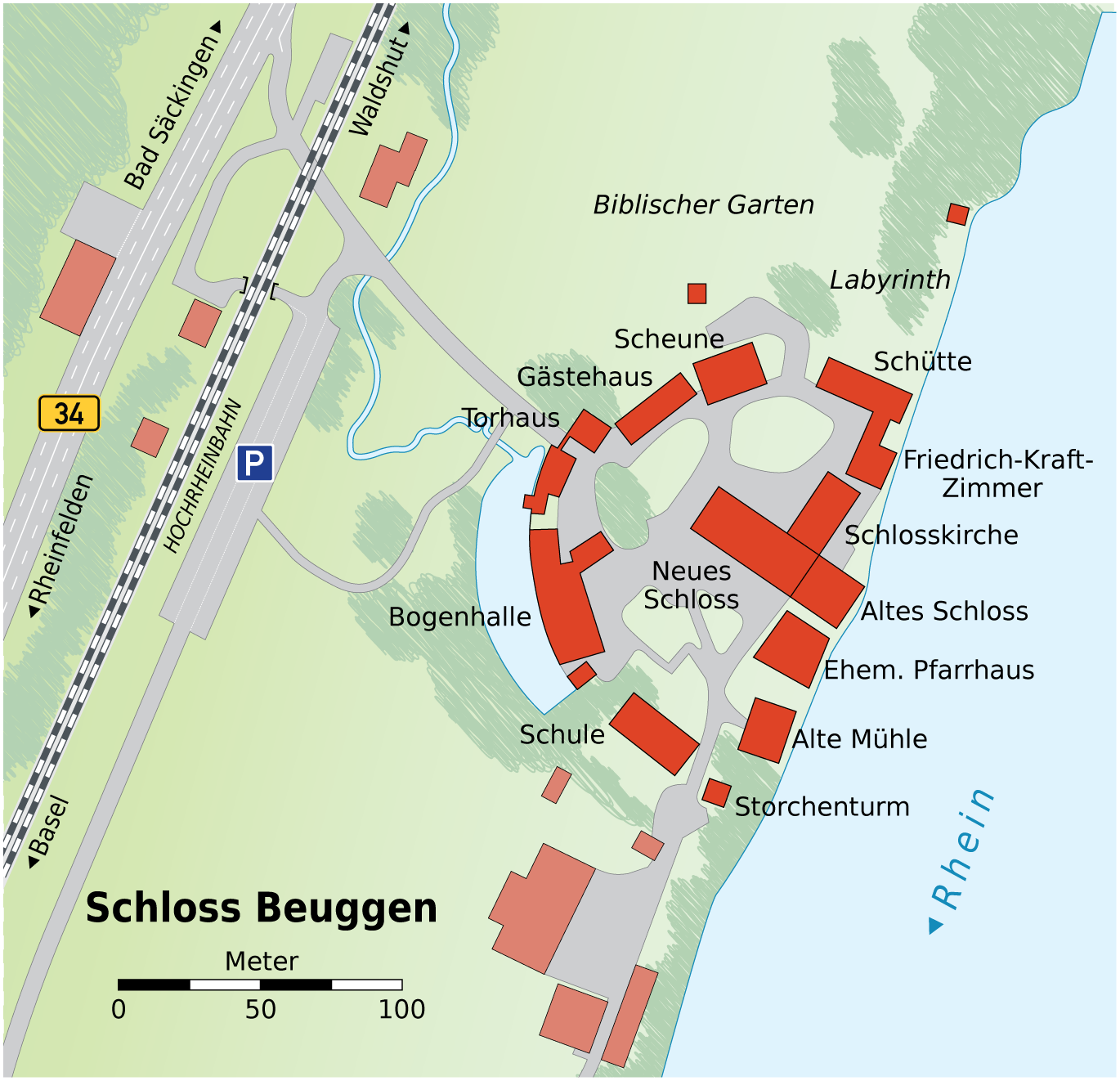
Lage der Kirche in der Schlossanlage Beuggen

Die im rechten Winkel zur nördlichen Schlossfassade auf rund 270 Meter über dem Meer unweit des rechten Rheinufers stehende Schlosskirche besteht aus einem rechteckigen Saalbau mit Satteldach und einem polygonalen, fensterlosen Chor mit abgewalmtem Dach in nordöstliche Richtung in gleicher Höhe und Breite wie der Saalbau. Das Langhaus misst etwa 27 Meter in der Länge und 10,50 Meter in der Breite. Bis zur Dachkante ist der Baukörper 13,50 Meter hoch, das daran anschließende Dach ist 8 Meter hoch. An den Längsseiten des Langhauses befinden sich acht rundbogig abschließende, lange bleiverglaste Fenster. An der Nordwestfassade befindet sich der Zugang zur Kirche vom Schlosshof. Rechts daneben befindet sich die ehemalige gotische Türe. Da der Kirchenbau untypischerweise unterkellert ist, kann man davon ausgehen, dass der ursprüngliche Zweck des Baus ein weltlicher war.
In Richtung des Chors ist ein kleiner Dachreiter mit welscher Haube aufgesetzt, der von einer Turmkugel und einem Kreuz bekrönt wird. Am mit Schindeln gedeckten Schaft weist er in alle vier Richtungen Klangarkaden auf. Vom Dachfirst aus misst der Dachreiter 10 Meter. Auffällig und ungewöhnlich für eine barocke Kirche ist der Überstand des Daches um 1,10 Meter über das Langhaus.
An der Seite zum Rheinufer befindet sich ein langgestreckter und niedriger Anbau mit flachem Pultdach, der als Sakristei genutzt wird. Der Baukörper misst 17 Meter in der Länge und 3,50 Meter in der Breite. Von der Sakristei aus befindet sich ein Zugang zur Kanzel im Kirchensaal. Dieser Zugang ist von außen durch einen kleinen, steileren Pultdachteil erkennbar, der sich vom restlichen Dach abhebt. Unweit der Sakristei befindet sich in der Ecke zwischen Schloss und Kirche ein Treppenturm. Der Zugang des Treppenturms trägt die Jahreszahl 1509, die Treppe die Zahl 1504. Von der Treppe gelangt man in die erst 1818 errichtete Orgelempore.

### Innenraum und Ausstattung

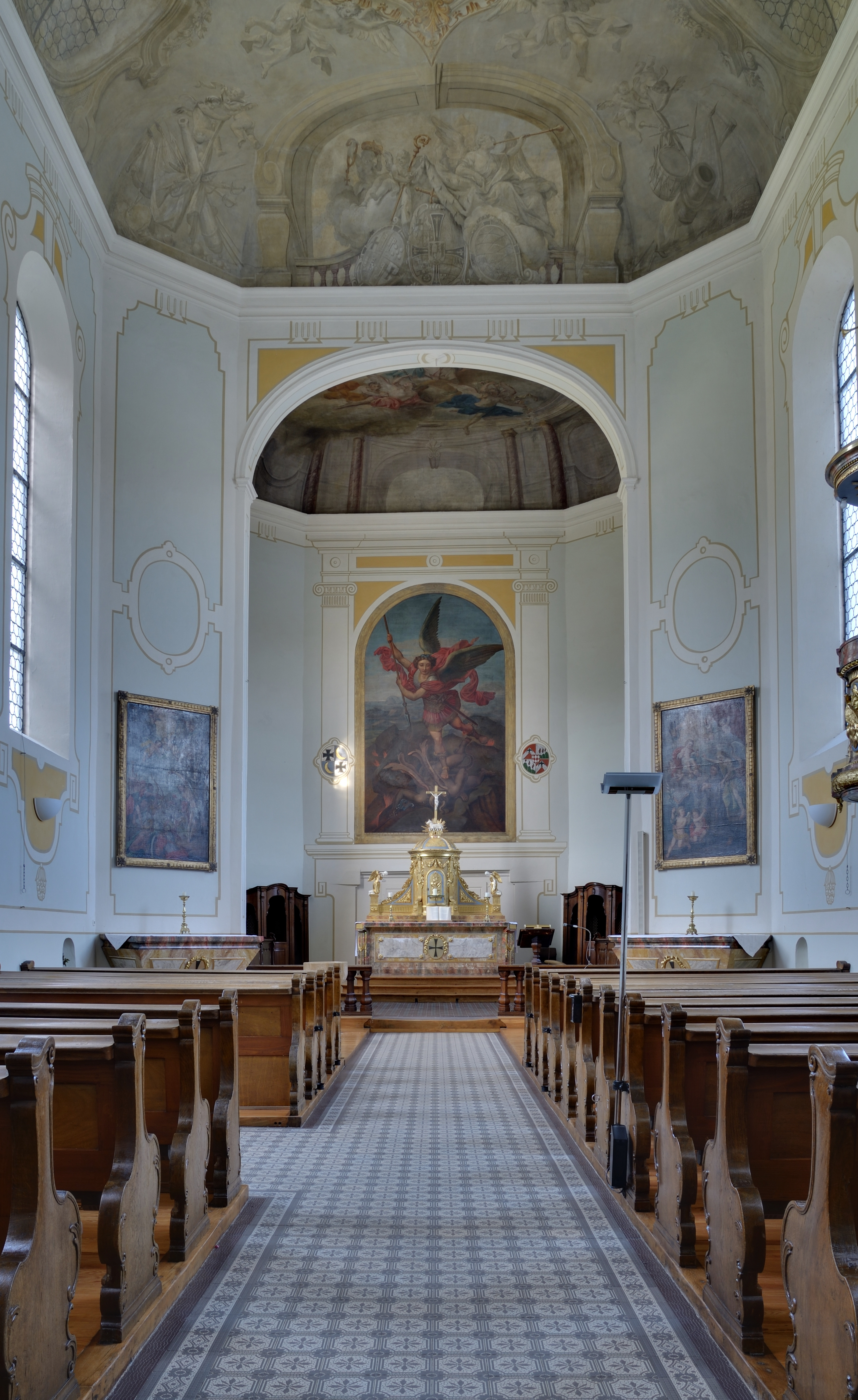
Langhaus Richtung Chor

Im Inneren ist die Kirche mit einer flachen Decke eingezogen, die an den Seiten hin abgerundet ist. Die Kirche bietet im Langhaus insgesamt 90 Sitzplätze auf 18 Sitzbänken, die in neuen Reihen durch einen Mittelgang getrennt sind. Der Saalbau misst im Inneren 16,30 Meter in der Länge, 8,65 Meter in der Breite und 12,10 Meter in der Höhe. Der 5,40 Meter breite Triumphbogen führt vom Langhaus zum 18 Zentimeter höheren Chorraum mit einer Tiefe von 7,85 Metern. Durch eine Hohlkehle wird eine Scheinarchitektur auf das Deckengemälde im Langhaus durch die Illusion eines Gewölbes erzeugt. Im Chor sind zwei fünfsitzige Chorstühle untergebracht. Hinter dem Hochaltar befindet sich ein Altarbild, das den heiligen Michael im Kampf gegen den Teufel in Drachengestalt zeigt. Die Langhausbilder vom Martyrium des heiligen Erasmus und des heiligen Sebastian entstanden um 1700 und wurden von S. M. Grohmann geschaffen. Die Gemälde an den Seitenaltären stammen von S. G. Hermann und sind auf die Zeit um 1730 datiert.
Aus der Langhaussüdwand springt eine Kanzel mit Schalldeckel hervor. Ihr Zugang befindet sich außerhalb des Kirchenbaus über eine eigene Treppe in der Sakristei. Sie ist vermutlich noch im Auftrag des Deutschordens entstanden.
Auf der zum Schloss zugewandten Rückwand gegenüber dem Chor befinden sich drei Fenster, die zu einem schmalen, loggiaartigen Raum im ersten Stock des Alten Schlosses gehören. Der Raum ist nur vom Schloss aus durch das frühere Tafelzimmer des Komturs zugänglich. Die obere Hälfte der Fenster ist durch die nachträglich eingebaute Orgelempore verdeckt. Unter den Fenstern befinden sich neun farbige Wappenkartuschen, die sich auf die österreichische Oberhoheit beziehen, und ein siebensitziges Chorgestühl. Das mittlere ist das Wappen der Deutschordensritter.  Links davon befinden sich: ohne Namen (1794), Christian Freiherr von Truchseß von Rheinfelden († 17. Februar 1802), Paris Rudolph Gold Freiherr von Lampodingen († 15. Juli 1667) und Hans Bartholome von Stadion († 20. April 1535 oder 1635). Rechts vom Deutschordenswappen stehen: Beatus Melchior von Reinach († 7. Juli 1690), Franz Melchior von Reinach († 29. Juli 1713), Nicolaus Franz Karl Fridol. Freiherr von und zu Schoenau (ohne Datum) und Hans Dietrich von Hohenlandenberg († 1578).

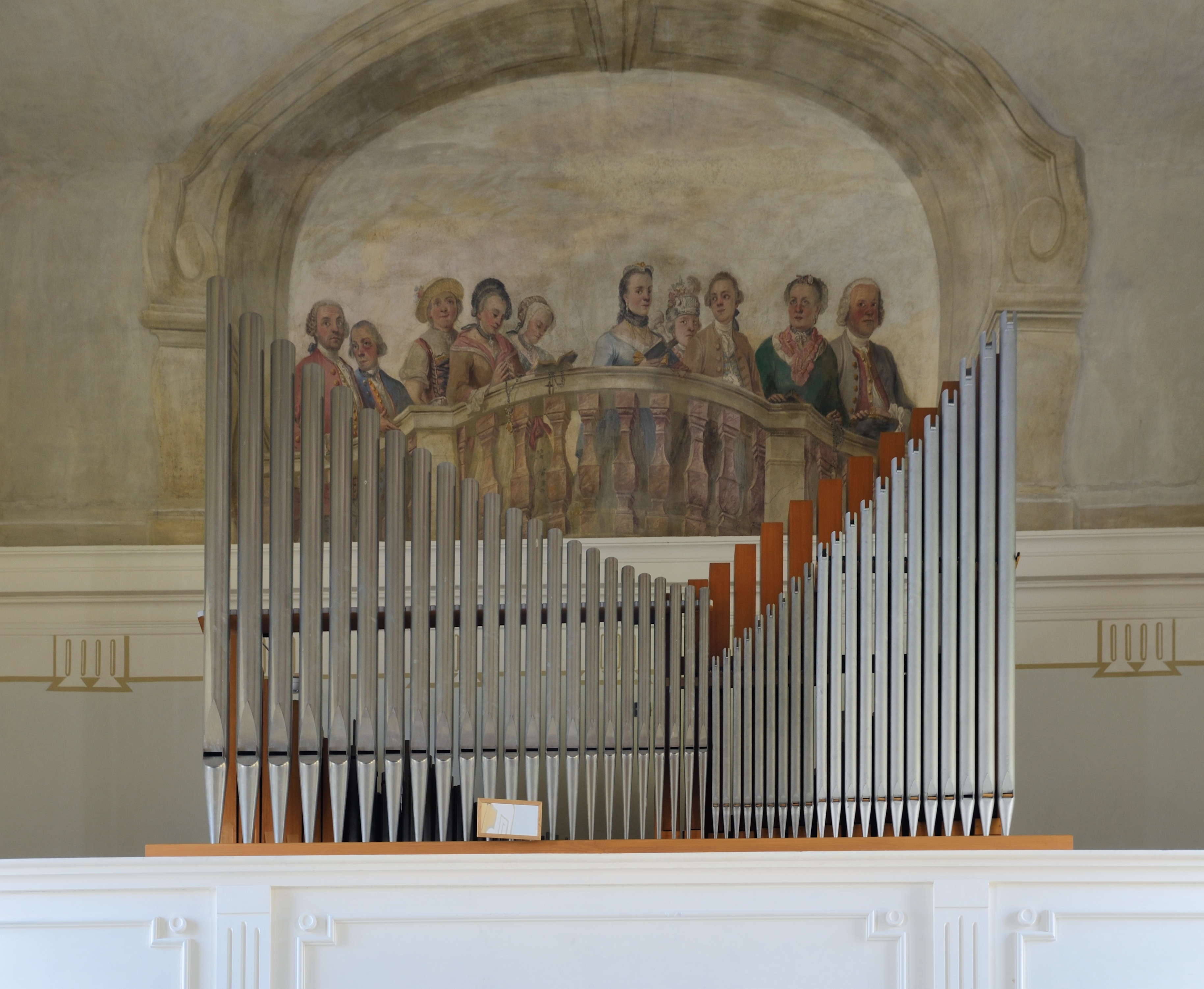
Orgel und Deckenbild
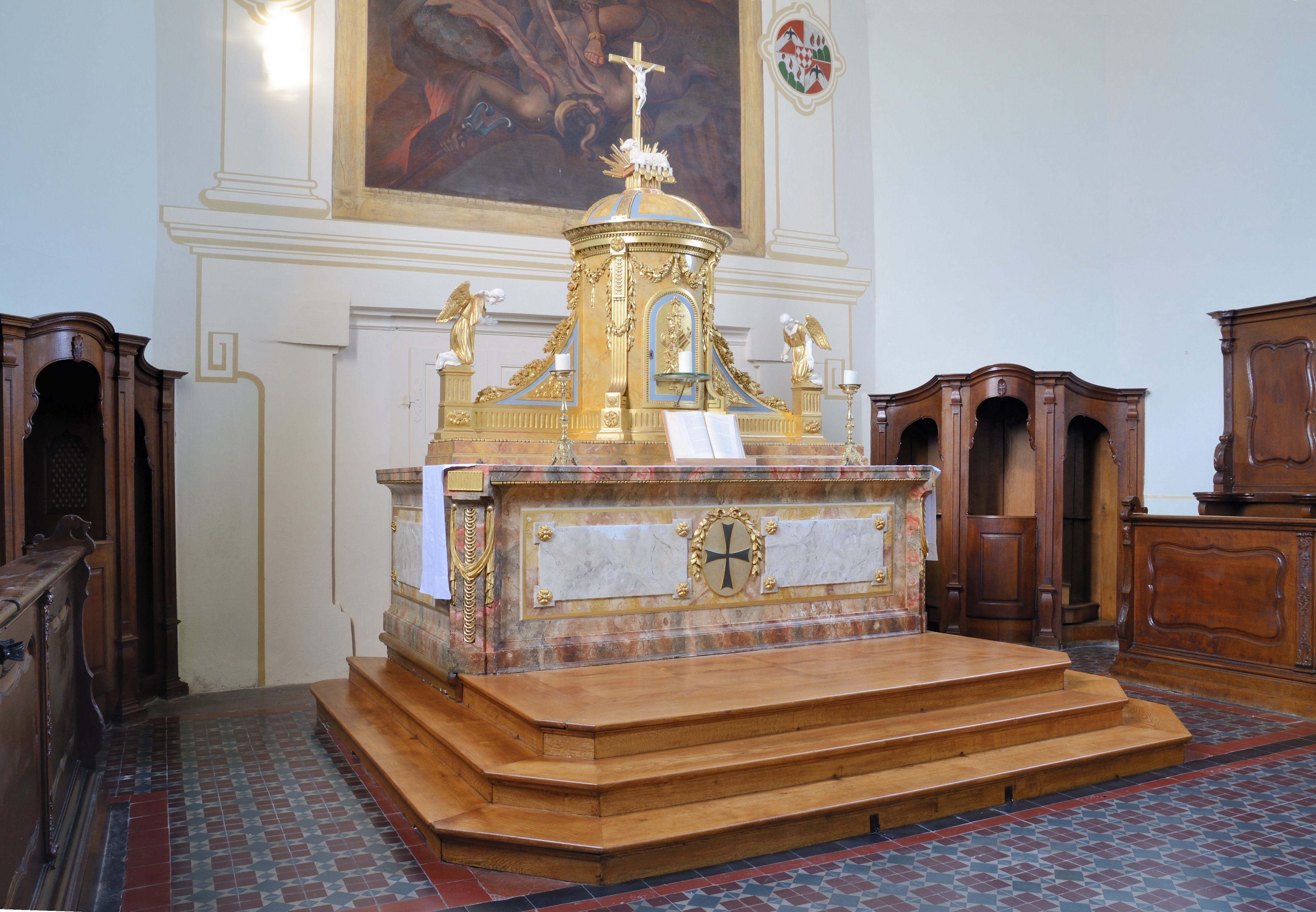
Altar
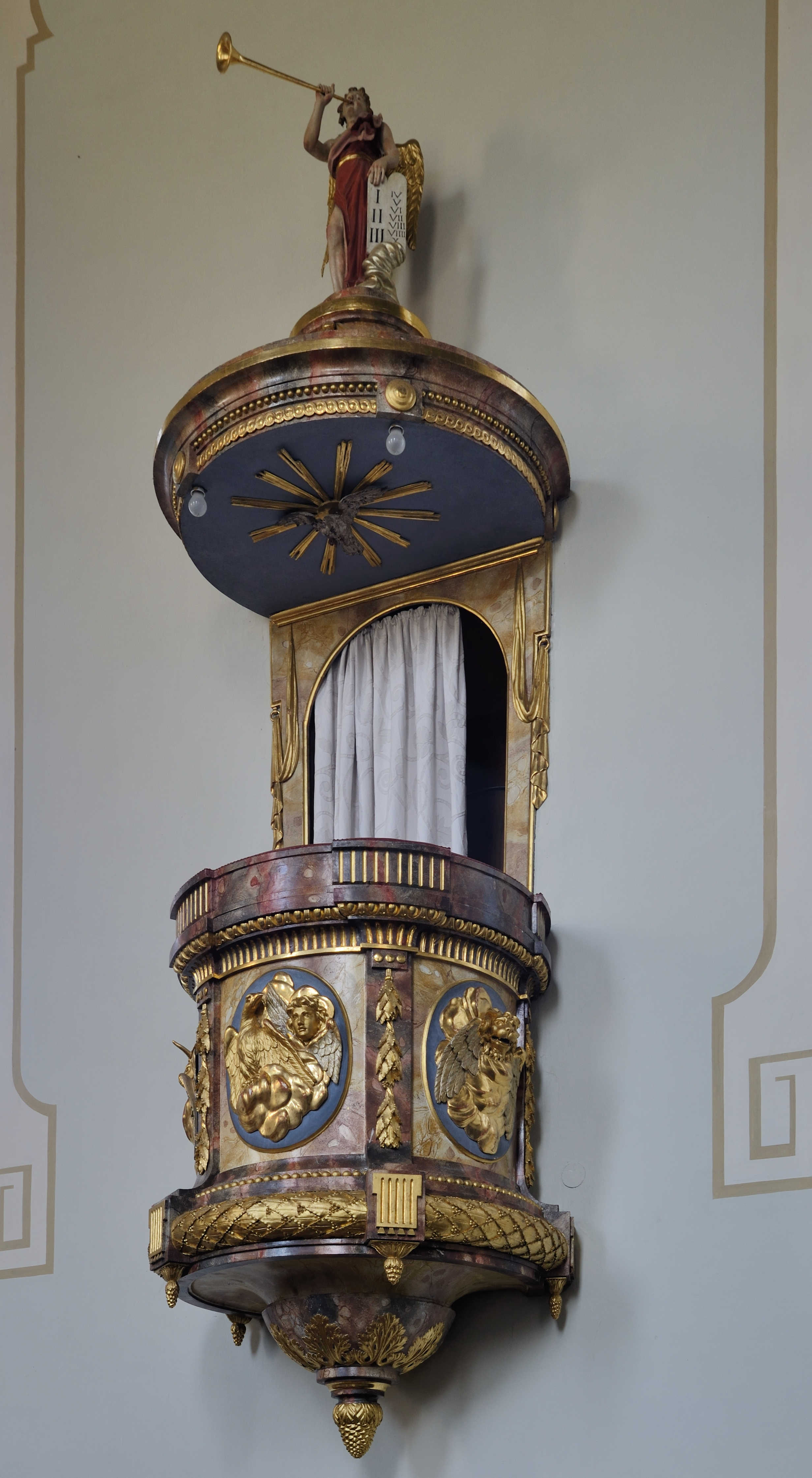
Kanzel
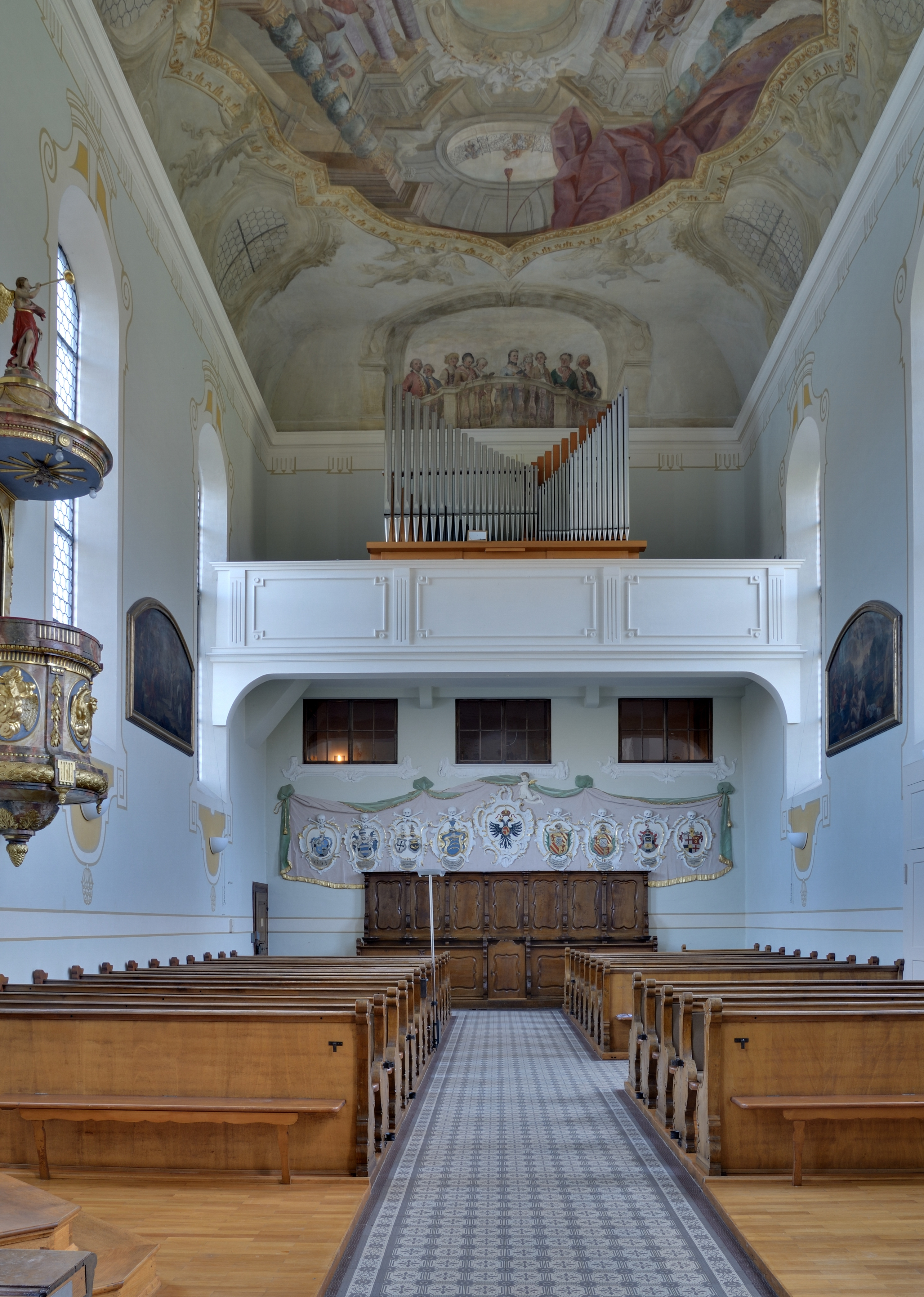
Langhaus mit Blick zur Orgelempore

## Deckenmalerei

### Deckenbild im Langhaus

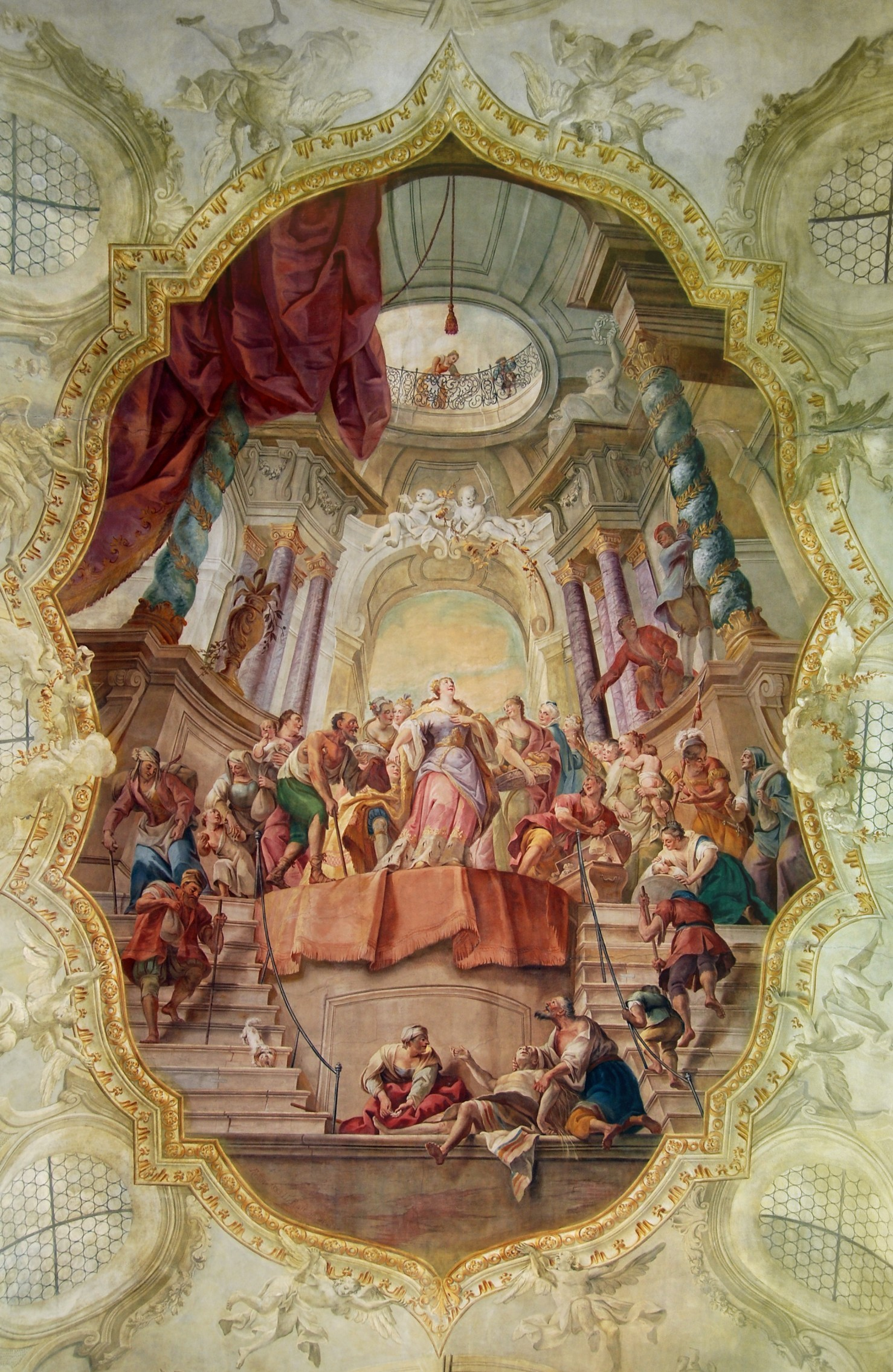
Langhausfresko: Die Ordensheilige Elisabeth von Thüringen verteilt Almosen an Kranke und Bittsteller

Die gesamte Langhaus- und Chordecke der Schlosskirche ist mit einem hochbarocken Fresko ausgemalt. Für die Deckenmalerei existiert keine Signatur, Datierung oder eine archivalische Nachricht. Aufgrund der Bautätigkeit Bagnatos und der Wappen lässt sich jedoch die zeitliche Entstehung der Freskos auf die Jahre von 1752 bis 1757 eingrenzen. Für das Chorbild ist die Autorenschaft nicht gesichert; das Fresko im Langhaus ist mit ziemlicher Sicherheit Franz Ludwig Hermann aus Konstanz zuzuschreiben.
Durch die flach gewölbte Tonne als Decke und eine schattenwerfende Hohlkehle zwischen Saalbereich und Decke entsteht eine Scheinarchitektur, die zusammen mit den entsprechenden perspektivische Darstellungen standortabhängig die Illusion erzeugt, es handle sich um eine stark bogenförmige Decke. Richtung Chor und Orgel öffnet sich die Darstellung in eine Bogenarchitektur. Über den tatsächlichen Langhausfenstern sind an der Decke ovale Fenster mit Butzenscheiben in Grisaille-Tönen aufgemalt, welche das Deckenbild zu beleuchten scheinen. Vorbild für die gemalten Fenster sind die realen Deckenfenster der Hofkirche in Bad Mergentheim. Das große Maß, der Realitätsimitation ist nicht nur künstlerischer Selbstzweck, sondern dient auch der Ausdeutung der gemalten Inhalte.
Zentrale Darstellung des reich erzählenden Langhausfreskos ist die Almosenspende der heiligen Elisabeth, die erhöht auf einem mit Teppich umkleideten Podest steht. Ein warmes Licht umgibt sie, die erhöht zur sie umgebenden Menschenmenge steht. Links von ihr stehen eine Frau mit gefüllter Geldtruhe und ein hinkender Bettler, der seine Hand in Richtung Elisabeth ausstreckt. Rechts von Elisabeth steht eine Frau mit einem Brotkorb, aus dem sie an die Hungernden austeilt. Getreu der Ikonographie des 18. Jahrhunderts wird Elisabeth aufgrund der Ausübung einer barmherzigen Tat mit Krone und fürstlichen Kleidern dargestellt. Elisabeth schaut gleichsam visionär nach hoch oben in die Tempelarchitektur und ist – obwohl im Zentrum der Beschenkten – an der Aktion trotzdem nicht unmittelbar beteiligt. Die gesamte Szenerie wird von einem goldenen Bilderrahmen umgeben, der von Grisaille-Engel getragen wird. Die im Rahmen sich entwickelnde Darstellung wechselt damit die Realitätsebene in der Tradition des quadro riportato.
Ein weiterer Höhepunkt der Darstellung ist die gemalte Fürstloge im Westen, die sich über der Orgel befindet. Räumlich wirkt dieser Teil wie eine Erweiterung des Kirchenraums, ist aber dennoch vom Hauptgeschehen abgetrennt. Auch dieser Teil wird als Zitat der Hochmeisterloge der Schlosskirche in Bad Mergentheim gedeutet. Die Logenszene zeigt zehn wichtige Persönlichkeiten des Deutschen Ordens in zeitgenössischer Garderobe, die teilweise ins Gebet vertieft sind. Durch erhalten gebliebene Porträts lassen sich folgen, dass ganz Links Landkomtur von Frohberg und ganz rechts Komtur Graf von Königsegg gezeigt werden. Programmatisch kann die Beziehung zwischen Fürstenloge und Elisabeth so gedeutet werden, dass den Deutschen Orden Ruhm und Ehre erwarten, wenn er dem Vorbild Elisabeths folgt.

### Deckenbild im Chor

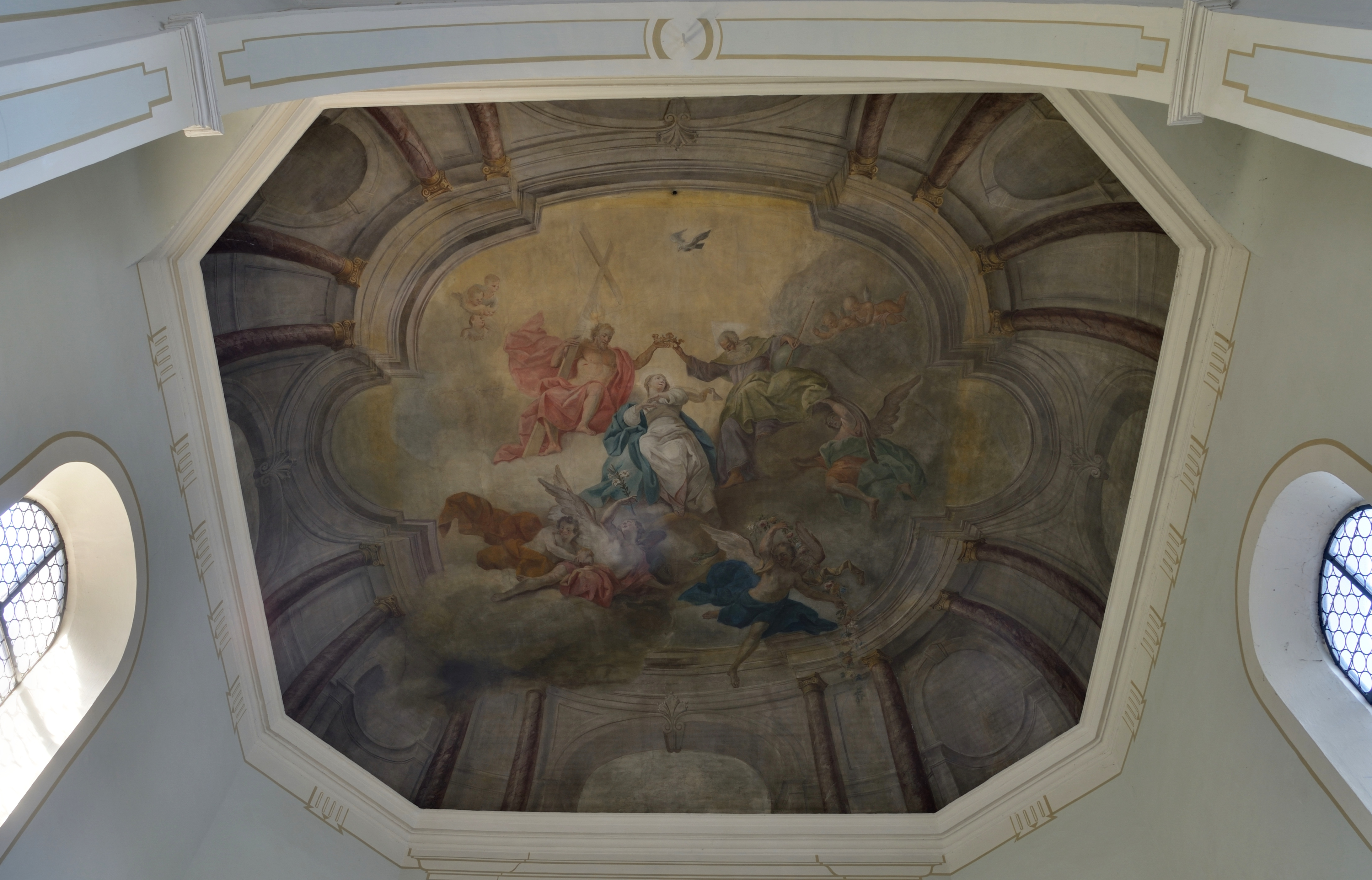
Chrofresko

Im Gegensatz zum Fresko im Langhaus ist das im Chor nicht gerahmt, sondern so dargestellt, dass sich das Gesehen direkt über dem Betrachter abspielt.  Durch lediglich zwei abgeschrägte Ecken kann der optische Eindruck eines Zentralraums nicht genügend hervorgerufen werden. Aus diesem Grund leitet man mit Hilfe von zwei flachem Trompen und einem stuckierten Gesims mit vier abgeschrägten Ecken vom Deckenraum zum Bild über. Das so entstandene Achteck hat eine breitere und eine schmalere Seite. Auf der flach verputzten Decke mit Hohlkehle wird ein von Säulen getragenes Galeriegeschoss vorgetäuscht. Perspektivisch ist das Chorfresko so ausgelegt, dass sich der optimale Betrachtungsstandort mehr am Triumphbogen als in der Mitte des Chorraums befindet. In der Mitte des Freskos fliegt Maria, von Engeln begleitet, in den teilweise wolkenverhangenen, teilweise sonnendurchfluteten Himmel empor zu ihrer Krönung, wo der Gottvater und Christus auf sie warten.

### Glocken und Orgeln

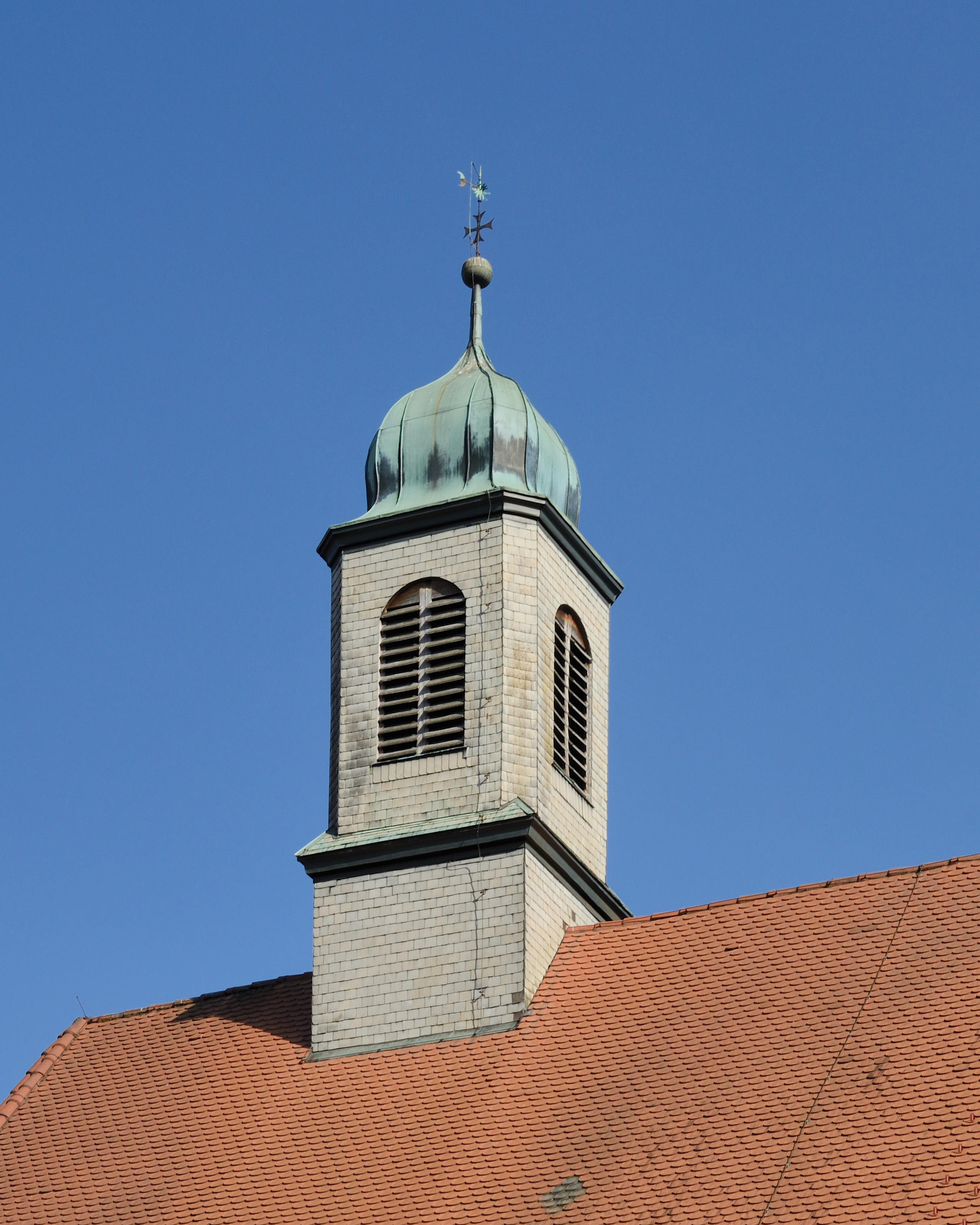
Dachreiter

Das vierstimmige Geläut setzt sich wie folgt zusammen:
| Name                | Schlagton | Gussjahr | Gießerei                    |
| St.-Michaels-Glocke | cis′′     | 1956     | F. W. Schilling, Heidelberg |
| Marienglocke        | dis′′     | 1956     | F. W. Schilling, Heidelberg |
| Elisabeth-Glocke    | fis′′     | 1956     | F. W. Schilling, Heidelberg |
| Alte Glocke         | ais′′     | 1676     | Jakob Roth, Basel           |

Die Orgel aus dem Jahr 1961 stammt aus der Werkstatt Josef Schwarz aus Überlingen. Das Instrument arbeitet mit Kegellade, einer elektrischen Spiel- und Registertraktur und umfasst zwei Manuale, ein Pedal und 18 Register.